# William Rush

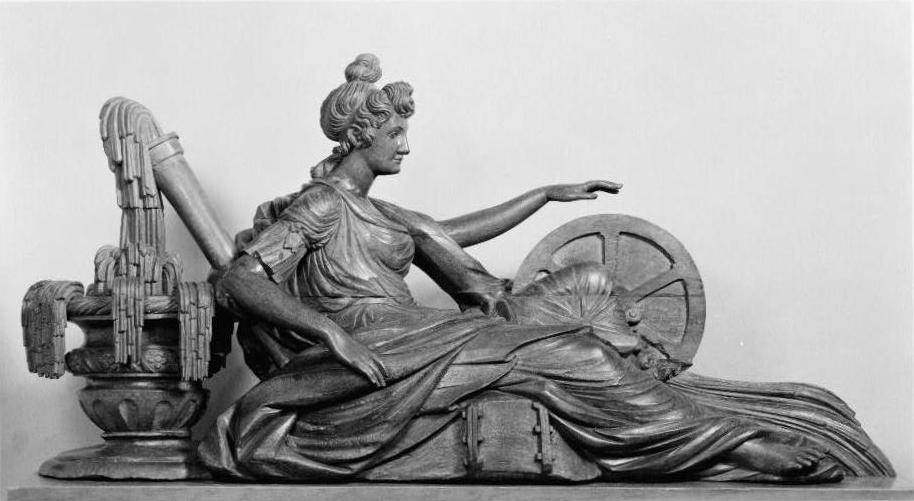
William Rush: Allegorical Figure of the Waterworks, ca. 1825, Holz

William Rush (* 4. Juli 1756 in Philadelphia; † 17. Januar 1833 ebenda) war der erste bedeutende US-amerikanische Bildhauer. Er war ein Vertreter des Klassizismus (englisch neoclassical).

## Leben

### Frühe Jahre
Rushs Vater war der Schiffszimmermann Joseph Rush, seine Mutter Rebecca Lincoln war mit der Familie von Abraham Lincoln verwandt. Benjamin Rush war Rushs Cousin.
In seiner frühen Jugend schnitzte Rush Schiffsmodelle. Vermutlich ab 1771 lernte er bei Edward Cutbush das Schnitzen von Galionsfiguren und übertraf seinen Meister darin schon bald. Ab 1777 leistete er im Unabhängigkeitskrieg Wehrdienst in unbekannter Funktion und Dauer. 1780 heiratete er Martha Simpson Wallace, mit der er 10 Kinder hatte.

### Galionsfiguren und andere Werke
1788 war seine Position so gefestigt, dass er einen der Wagen für den Umzug anlässlich des 4. Juli in Philadelphia entwarf. In den Jahren von 1784 bis 1823 fertigte er allein für den Reeder Stephen Girard mindestens 12 Galionsfiguren an, was einem Viertel seiner bekannten Produktion entspricht. Als 1794/95 Joshua Humphreys damit beauftragt wurde eine Kriegsmarine für die USA zu bauen, erhielt Rush den Auftrag für die Galionsfiguren der Fregatten. So entwarf er für die Constitution einen Herkules. Motive seiner Galionsfiguren waren beispielsweise Indianer, aber auch nationale Helden, darunter: George Washington, John Adams, Benjamin Rush, Benjamin Franklin, Columbus, Walter Raleigh und John Smith. Aber er fertigte auch Löwen an, die Schiffe, die als Tribut an den Dey von Algier geliefert wurden, zierten. Zumindest seine frühen Galionsfiguren waren bemalt. Heute sind nur noch 3 von Rushs Galionsfiguren erhalten. Benjamin Latrobe äußerte sich lobend über Rush. Das einzige Werk, das vor 1800 entstand und keine Galionsfigur war, war eine Büste von Benjamin Franklin, die 1785 entstand und als Schmuck für das New Haven bookstore and publishing house von Isaac Beers diente.
Am 29. Dezember 1794 war Rush zusammen mit Charles Willson Peale, Rembrandt Peale, Raphaelle Peale, James Peale, den Schnitzern William Birch und John Vallance sowie Johannes und Frederick Eckstein (Vater und Sohn) an der Gründung einer Kunstakademie, dem Columbianum, beteiligt. Diese Akademie löste sich jedoch schon bald wieder im Streit um den Einsatz von Aktmodellen auf.
1801 gruben Charles Willson und Rembrandt Peale die Knochen zweier Mammuts aus. Rush fertigte für diese Skelette fehlende Stoßzähne aus Holz an. Von 1808 bis 1820 erstellte Rush große anatomische Modelle für die University of Pennsylvania.
Am 16. Oktober 1801 wurde Rush in den Common Council of Philadelphia gewählt und hielt bis 1826 verschiedene Ämter. Bereits 1801 wurde er im Watering Committee tätig und setzte sich ausdauernd für die Philadelphia Waterworks ein, die unter anderem neue Ausbrüche des Gelbfiebers verhindern sollten.

### Akademiegründung und Hauptschaffenszeit
1805 war Rush neben Charles Willson und Rembrandt Peale einer der 71 Gründer der Pennsylvania Academy of the Fine Arts (PAFA). Außer von Juni 1807 bis Juni 1808 war Rush von der Gründung bis zu seinem Tod einer der Direktoren der PAFA. Daneben war er Mitglied des Bau-Komitees der PAFA. Von 1811 bis zu seinem Tod stellte er in den jährlichen Ausstellungen der PAFA eigene Werke aus. Im März 1812 ernannte die PAFA 40 Academicians, darunter Thomas Sully, Rembrandt Peale, Charles Willson Peale, Gideon Fairman, John Eckstein, Thomas Birch, Benjamin Latrobe, John Jarvis, Washington Allston, John J. Vanderlyn, Benjamin West, John Singleton Copley, John Trumbull, Robert Mills und an erster Stelle Rush. Rush gehörte auch dem Council of Academicians an, der zwischen Direktoren und Academicians vermittelte. Der Council beschloss bald die Einrichtung einer Aktklasse. Eine der frühen Erwerbungen der PAFA war eine Kopie der Venus Medici, die Rush als Inspiration für Water Nymph and Bittern diente. Heute besitzt die PAFA 7 Werke von Rush.

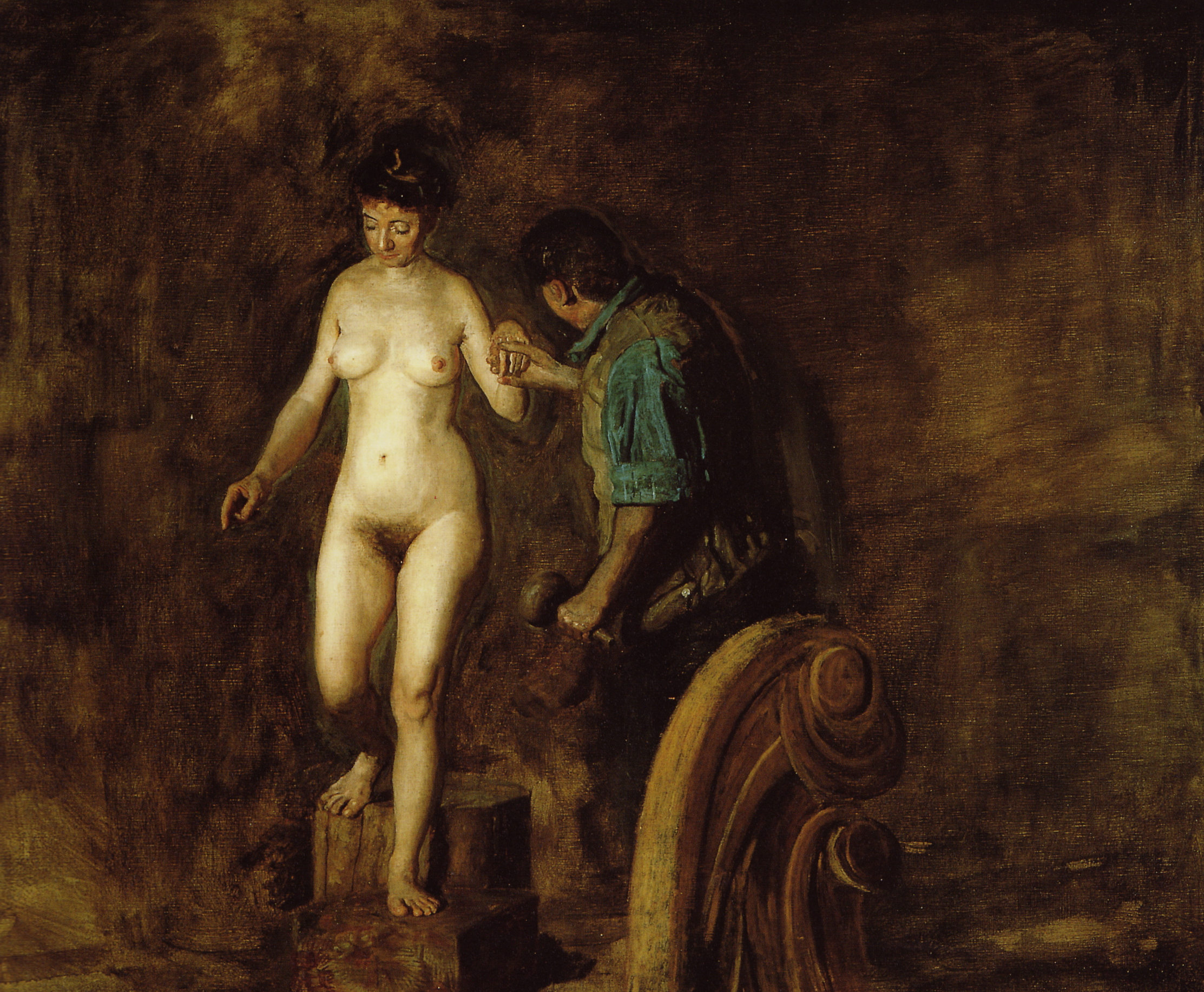
Thomas Eakins: William Rush and his Model

Durch den Embargo Act kam 1807 der Schiffbau in Philadelphia weitgehend zum Erliegen. Auch der Krieg von 1812 war einer wirtschaftlichen Erholung nicht förderlich. Zugleich gab es jedoch ein wachsendes Interesse an Statuen. So orientierte Rush sich neu.
Rushs erste wichtige Arbeiten außerhalb des Schiffbaus waren die beiden Statuen Comedy und Tragedy für das Chestnut Street Theatre.
Für das Wasserwerk schuf Rush 1809 Water Nymph and Bittern. Hierfür stand ihm Louisa van Uxem, die Tochter des Vorsitzenden des Watering Committee, Modell. Thomas Eakins hat sich in seinen verschiedenen Darstellungen der Entstehung dieser Statue viele Freiheiten genommen. So ist es extrem unwahrscheinlich, dass van Uxem nackt Modell gestanden hat.

### Späte Jahre
1810 wurde Rush zum ersten Präsidenten und Fellow der Society of Artists. 1812 verließ er die Society jedoch zugunsten der PAFA. 1815 schrieb er Benjamin West, die Verfassung der Society sei in „many points very objectionable“.
Rush fertigte von vielen seiner Arbeiten Kopien an.
1819 unterhielt er gemeinsam mit seinem Sohn John ein Atelier.
Nach seinem Tod geriet Rush in Vergessenheit. Eakins, ein Bewunderer Rushs, belebte mit seinen Bildern von Rush das Interesse an ihm neu. Die erste Ausstellung, die Rush gewidmet war, wurde 1937 von Henry Marceau organisiert.

## Werke
Da Rush vor allem mit Holz gearbeitet hat, sind zahlreiche seiner Arbeiten nicht mehr erhalten.
- Benjamin Franklin, 1787, Kiefer, 51,4 × 41,3 × 33 cm, Yale University Art Gallery, New Haven
Die früheste Arbeit von Rush, die keine Galionsfigur ist
- Mammut-Knochen, 1801, Holz, Verbleib der Originale unklar
Rush ergänzte fehlende Knochen und Stoßzähne von 2 Skeletten
- Peace, ca. 1805–1810, Kiefer, 177,8 × 62,2 × 69,9 cm, Mr. und Mrs. Gerald S. Lestz
Galionsfigur für ein unbekanntes Schiff
- Comedy und Tragedy, 1808, Kiefer, jeweils 299,9 cm, The Edwin Forrest Home, Philadelphia
Die Statuen wurden für das Chestnut Street Theatre angefertigt
- Anatomische Modelle, 1808–1820, Kiefer, Leder, Pappmaché, The Wistar Institute of Anatomy and Biology, Philadelphia
Die Modelle sind gegenüber den anatomischen Vorlagen stark vergrößert
- Allegory of the Schuylkill River oder Water Nymph and Bittern, 1809 Kiefer, private Sammlung
Nur ein Fragment des Kopfs ist erhalten geblieben
- Eagle, ca. 1810, Kiefer, 77,2 × 81,3 × 32,1 cm, Pennsylvania Academy of the Fine Arts, Philadelphia
- Joseph Wright, ca. 1810, Terracotta, 50,2 × 41,9 × 25,4 cm, Pennsylvania Academy of the Fine Arts, Philadelphia
Die Büste wurde in der ersten jährlichen Ausstellung der PAFA 1811 ausgestellt
- Elizabeth Rush, ca. 1810, Terracotta, 31,8 × 22,2 × 16,5 cm, Philadelphia Museum of Art
Rush porträtierte mit der Büste eine seiner Töchter
- Mary Simpson Rush, ca. 1810, Terracotta, 33 × 22,9 × 17,8 cm, Philadelphia Museum of Art
Diese Büste stellt Rushs jüngste Tochter dar
- Virtue, ca. 1810–1820, Holz, 177,8 × 61 × 61 cm, The Grand Lodge of Free and Accepted Masons of Pennsylvania, Philadelphia
Rush fertigte für die Freimaurer insgesamt sieben Statuen an
- Eagle, 1811, Holz, 160 × 165,1 cm, St. John’s Lutheran Church, Philadelphia
Der Adler ist das Attribut des Johannes
- Winter, ca. 1811, Kiefer, 71,3 cm, The Brooklyn Museum
Die Figur eines Kindes wurde 1811 in der PAFA ausgestellt
- Benjamin Rush, 1812, Terracotta, 47,6 × 39,4 × 31,8 cm, Pennsylvania Academy of the Fine Arts, Philadelphia
- Linnaeus, Ca. 1812, Kiefer, 61,6 × 47 × 30,5 cm, The Corcoran Gallery of Art, Washington, D. C.
Die Büste ist ein Porträt von Carl von Linné
- Caspar Wistar, 1812–1813, Terracotta, 50,8 × 43,2 × 34,3 cm, Pennsylvania Academy of the Fine Arts, Philadelphia
Rush arbeitete mit Wistar an den anatomischen Modellen
- Philip Syng Physick, 1812–1813, Terracotta, 48,2 × 37,5 × 28,5 cm, Pennsylvania Academy of the Fine Arts, Philadelphia
Physick gilt als der Vater der amerikanischen Chirurgie
- Wisdom und Justice, 1812–1824, Kiefer, 235,6 × 94 × 66 cm, 236,9 × 97,8 × 48,9 cm. The Fairmont Park Commission, Philadelphia
- George Washington, 1815, Kiefer, 185,4 cm, National Historical Park Collection, Philadelphia
- Benjamin Rush, ca. 1815, Kiefer, 54,6 × 45,7 × 35,6 cm, The Mariners Museum, Newport News, Virginia
Das Porträt von Rush ist eine der erhaltenen Galionsfiguren
- Benjamin Franklin, ca. 1815, Kiefer, 141 × 68,6 × 55,9 cm, U.S. Naval Academy Museum, Annapolis, Maryland
Das Porträt war die Galionsfigur der Franklin
- Selbstporträt, ca. 1822, Terracotta, 39,4 × 45,7 × 27,9 cm, Pennsylvania Academy of the Fine Arts, Philadelphia
- Marquis de Lafayette, 1824, Terracotta, 55,7 × 47,6 × 28,3 cm, Pennsylvania Academy of the Fine Arts, Philadelphia
- Allegory of the Schuykill River in Its Improved State, 1825, 100 × 221,6 × 67,2 cm, The Fairmont Park Commission, Philadelphia
Der Schuylkill River wird als männliche Figur in Ketten dargestellt
- Allegory of the Waterworks, 1825, 104,6 × 221,1 × 77,3 cm, The Fairmont Park Commission, Philadelphia